# لیسونگه
لیسونگه (به لاتین: Lisunie) یک روستا در لهستان است که در گمینا میکووایکی واقع شده‌است.